# ربکا د مورنی
ربکا د مورنی (انگلیسی: Rebecca De Mornay؛ زاده ۲۹ اوت ۱۹۵۹) یک هنرپیشه اهل ایالات متحده آمریکا است.

## فیلم‌شناسی
از فیلم‌ها یا برنامه‌های تلویزیونی که وی در آن نقش داشته‌است می‌توان به آثار زیر اشاره کرد.
- قطار فرار
- هویت
- سه تفنگدار
- شاهد
- تجارت پرمخاطره
- سفر به بانتی‌فول
- یکی از قلب
- شاهد
- بازافروختگی
- روز مادر
- تجدید دیدار آمریکایی
- من خشمگین هستم
- تلنگر
- دستی که گهواره تکان می‌دهد
- صدایت را ببر بالا
- وسوسه درست
- برنده